# Valerij Pidlužnyj
Valerij Vasylovyč Pidlužnyj  (ukrajinsky Валерій Васильович Підлужний, rusky Валерий Васильевич Подлужный, Valerij Vasiljevič Podlužnyj; 22. srpna 1952 Doněck – 4. října 2021) byl sovětský atlet ukrajinské národnosti, bronzový olympijský medailista a mistr Evropy ve skoku do dálky.
První cenné úspěchy vybojoval na prvém ročníku juniorského mistrovství Evropy (v letech 1964 – 1968 Evropské juniorské hry) v Paříži v roce 1970, kde získal hned tři zlaté medaile (skok daleký, trojskok a štafeta na 4 × 100 metrů).

## Osobní rekordy
- hala – 812 cm – 16. února 1980, Moskva
- venku – 818 cm – 28. července 1980, Moskva